# Tô tượng (trò chơi)

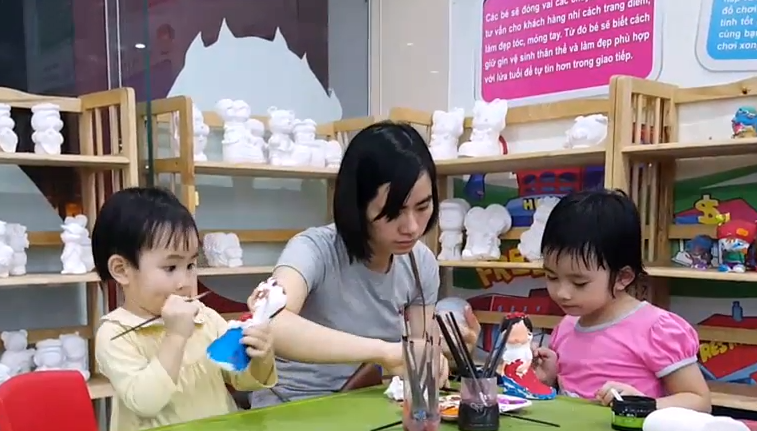
Trẻ em được hướng dẫn tô tượng

Tô tượng là một trò chơi phổ biến của trẻ em Việt Nam xuất hiện từ đầu thập niên năm 1990 và 2000. Tới đầu thập niên 2020, trò chơi có sức hút trở lại, trở thành trào lưu trên mạng xã hội và mở rộng lứa tuổi tham gia đến thanh niên thay vì trẻ em đơn thuần. Tô tượng còn là một hình thức kinh doanh thu được lợi nhuận đáng kể từ các quán cà phê, hội chợ hoặc hiệu sách. Có một số vấn đề đã được báo chí đưa tin về tô tượng như khi trẻ em có thể bị nhiễm độc từ màu sơn.

## Lịch sử
Theo nhiều tờ báo tại Việt Nam đưa tin, tô tượng là trò chơi gắn liền kí ức cùng với những kỉ niệm của thế hệ người dân sinh thập niên 1990 và đầu 2000 tại Việt Nam. Đây cũng được xem là hình thức giải trí được ưa chuộng khi chưa có sự xuất hiện của các thiết bị di động, điện tử. Sau nhiều năm, trò chơi tô tượng lại trở nên nhộn nhịp và thu hút người tham gia khi trở thành xu hướng trên mạng xã hội. Không chỉ dành cho lứa tuổi thiếu nhi mà tô tượng còn là xu hướng của giới trẻ, thậm chí là cả người lớn. Có ý kiến cho rằng trò chơi tô tượng đã mất đi sức hút trong một khoảng thời gian dài vì giới trẻ tìm được những niềm vui mới từ máy tính, điện thoại thông minh nhưng gần đây lại trở thành xu hướng của giới trẻ khi được chia sẻ nhiều trên các nền tảng mạng xã hội.

## Miêu tả

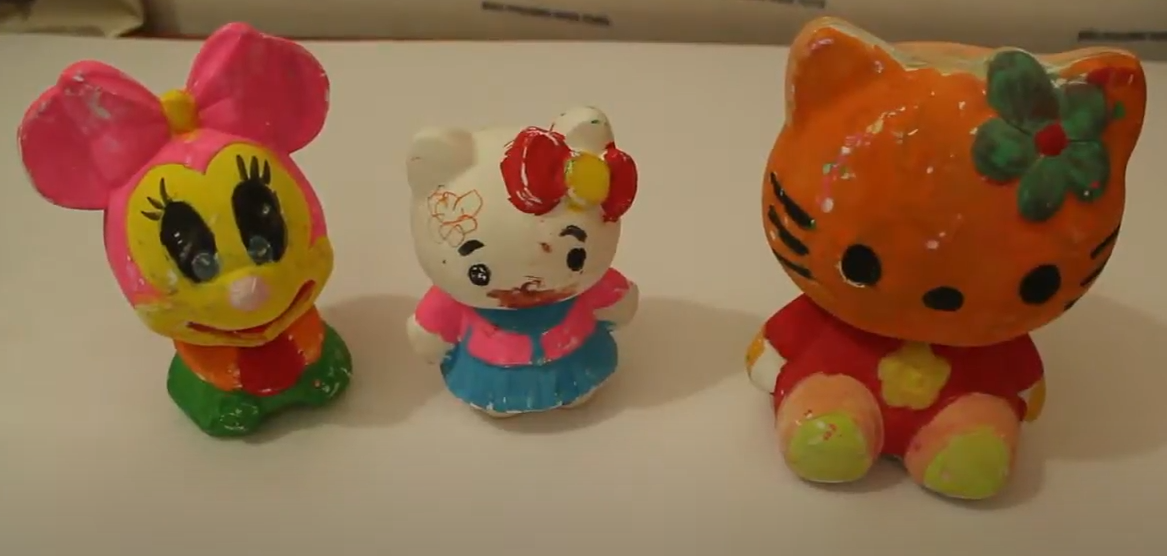
Sản phẩm tô tượng

Tô tượng thường xuất hiện trong các gian hàng hội chợ, quán cà phê hay khu vực nhà sách, có sức thu hút trẻ em bằng hình thức tô vẽ, sáng tạo hình ảnh, màu sắc theo ý thích. Sau khi hoàn thành, tượng còn là vật trang trí bàn học, kệ sách. Ở các địa điểm tô tượng, khách hàng thường được thoải mái chọn hình dáng tượng tượng và sẽ được phát đầy đủ bộ pha màu, cọ, nước, các lọ màu cũng được bày sẵn cho các khách hàng lựa chọn tự do. Việc pha trộn màu có thể theo hình mẫu có sẵn hoặc tùy thuộc vào sở thích của mỗi cá nhân. Người chơi cho rằng so với trước, các mẫu tượng đã đa dạng hơn về hình dáng, mẫu mã, từ nhân vật hoạt hình đến nhân vật nổi tiếng trong các bộ phim bom tấn, độ nét chi tiết cũng cao hơn. Tượng thường được làm bằng thạch cao.

## Lợi nhuận
Một số tờ báo cũng đã đưa tin giới thiệu những địa điểm tô tượng nhằm thu hút khách và tăng doanh thu. Mức giá cho một lần tô tượng được đưa ra đa dạng, dao động từ 30.000 đến 70.000 đồng tùy kích cỡ, hình dáng và thêm 15.000 đồng nếu khách hàng lựa chọn xịt bóng bảo vệ lớp sơn màu tô trên tượng. Nhiều cửa hàng kinh doanh dịch vụ tô tượng đã luôn gặp phải tình trạng đông kín khách và phải thuê thêm nhân viên phục vụ. Vào dịp cuối tuần, những khu tô tượng trở thành xu hướng ở thành phố Hồ Chí Minh như công viên Lê Thị Riêng đều kín chỗ. Nhiều nhóm thanh niên xếp hàng dài chờ chọn tượng rồi dành hàng giờ để ngồi pha màu, tô vẽ. Một cửa hàng cho biết đã phải phục vụ từ 8 giờ sáng cho tới khuya, và còn lên đơn tới 2000 tượng cho 2 ngày trong tuần.
Báo điện tử VOV đã đưa tin khi dịch vụ tô tượng khi trở thành xu hướng trở lại, có người bán đã thu lại lợi nhuận tiền triệu đồng mỗi ngày. Việc tô vẽ, nặn gốm ở làng gốm Bát Tràng cũng trở thành dịch vụ kinh doanh ăn khách, giúp các chủ xưởng gốm thu lại lợi nhuận đáng kể.

## Đánh giá
Báo Dân Trí tin rằng tô tượng là cách để rèn luyện khả năng tập trung, thư giãn đầu óc, xua đuổi những áp lực, suy nghĩ tiêu cực trong cuộc sống. Tờ báo này cũng cho rằng việc tập trung tô vẽ còn giúp rèn luyện tính kiên nhẫn cũng như kích thích khả năng sáng tạo. Báo Thanh Niên cũng cho rằng tô tượng để rèn luyện tính kiên nhẫn và tỉ mỉ. Trò chơi được đánh giá "không giới hạn độ tuổi" này cũng được xem là thích hợp để các cha mẹ dành thời gian với con cái và cả gắn kết tình thân. Nhiều người cho rằng trào lưu này còn là cơ hội để thư giãn, tụ tập, tránh xa thiết bị di động điện tử và mạng xã hội.
Báo Tuổi Trẻ cũng thông tin việc nhìn vào tượng có thể dự đoán được "đẳng cấp nghệ thuật" của người mua và người bán. Báo Quảng Nam thì cho rằng tô tượng là một hoạt động văn hóa "lý thú, lành mạnh, hấp dẫn và bổ ích" cần được mở rộng ở các địa phương trên Việt Nam. VTV đã dành một tin tức thời sự đưa tin về việc tô tượng trở nên thịnh hành và bày tỏ việc được tô tượng đã khiến nhiều người thấy "như được trở về tuổi thơ của mình". Bắt kịp xu hướng này, nhiều cửa hàng cà phê đã kết hợp mở thêm hoạt động tô tượng tại Hà Nội.
Ngược lại, một số người đã tỏ ra không thoải mái khi mẫu tượng được chọn có quá nhiều chi tiết đến mức không thể tô hết, mặt khác do không có năng khiếu phối màu nên bức tượng sau khi hoàn thành không đạt được như ý muốn hoặc bị nhem nhuốc màu.

## Hoạt động khác
Tô tượng được xuất hiện trong chương trình "Em vui chơi - Em sáng tạo" diễn ra năm 2022 với nhiều hoạt động sáng tạo của trẻ em. Một chương trình đổi sách hoặc giấy vụn để lấy sản phẩm tô tượng tại chỗ mang tên "Hải đăng trên bản" đã được tổ chức cùng năm với sự tham gia của nhiều tình nguyện viên là sinh viên các trường đai học tại Thành phố Hồ Chí Minh.

## Vấn đề
Tuy được đánh giá là mang nhiều lợi ích và được nhiều người yêu thích nhưng báo chí đã đưa tin cảnh báo về tác hại nguy hiểm của việc tô tượng, chủ yếu đến từ việc trẻ em tiếp xúc với màu sơn. Chuyên trang Gia Đình của báo Sức khỏe & Đời sống cho biết theo các chuyên gia hóa học, khi tô tượng, da trẻ dễ tiếp xúc trực tiếp với sơn hoặc trẻ dễ nuốt phải sơn gây nên nguy cơ dị ứng, hoặc các chất độc tích tụ lâu dài trong cơ thể. Màu để tô tượng hầu hết là phẩm màu công nghiệp, thường được chế từ màu hữu cơ, không có rõ nguồn gốc rõ ràng. Các loại sơn tường nếu được dùng pha màu tô tượng có thể chứa chì, dễ làm trẻ bị ngộ độc. Báo điện tử Tiền Phong cho biết thậm chí có những loại màu được pha chế thêm các hợp chất chứa polymer có gốc benzen nên rất độc hại cho sức khoẻ con người, thậm chí có nguy cơ gây ung thư.